# MUSS
MUSS (англ. MUltifunctional Self protection System, нем. Multifunktionales Selbstschutz-System) — многофункциональная система активной самозащиты, представляет собой активную систему противодействия, разработанную для защиты военной техники от противотанковых ракет. Производитель EADS Deutschland GmbH. Система активной защиты MUSS разрабатывалась по заказу Федерального бюро по военной технике и закупкам США до 2003 года. MUSS весит от 65 до 160 кг, в зависимости от комплектации оборудования и применения. При обнаружении угрозы система реагирует в течение 1 — 1,5 секунды, активируя постановку дымовой завесы или направляя инфракрасный сигнал помехи на пусковую платформу.

## Описание конструкции и функций
MUSS состоит из трёх основных элементов:

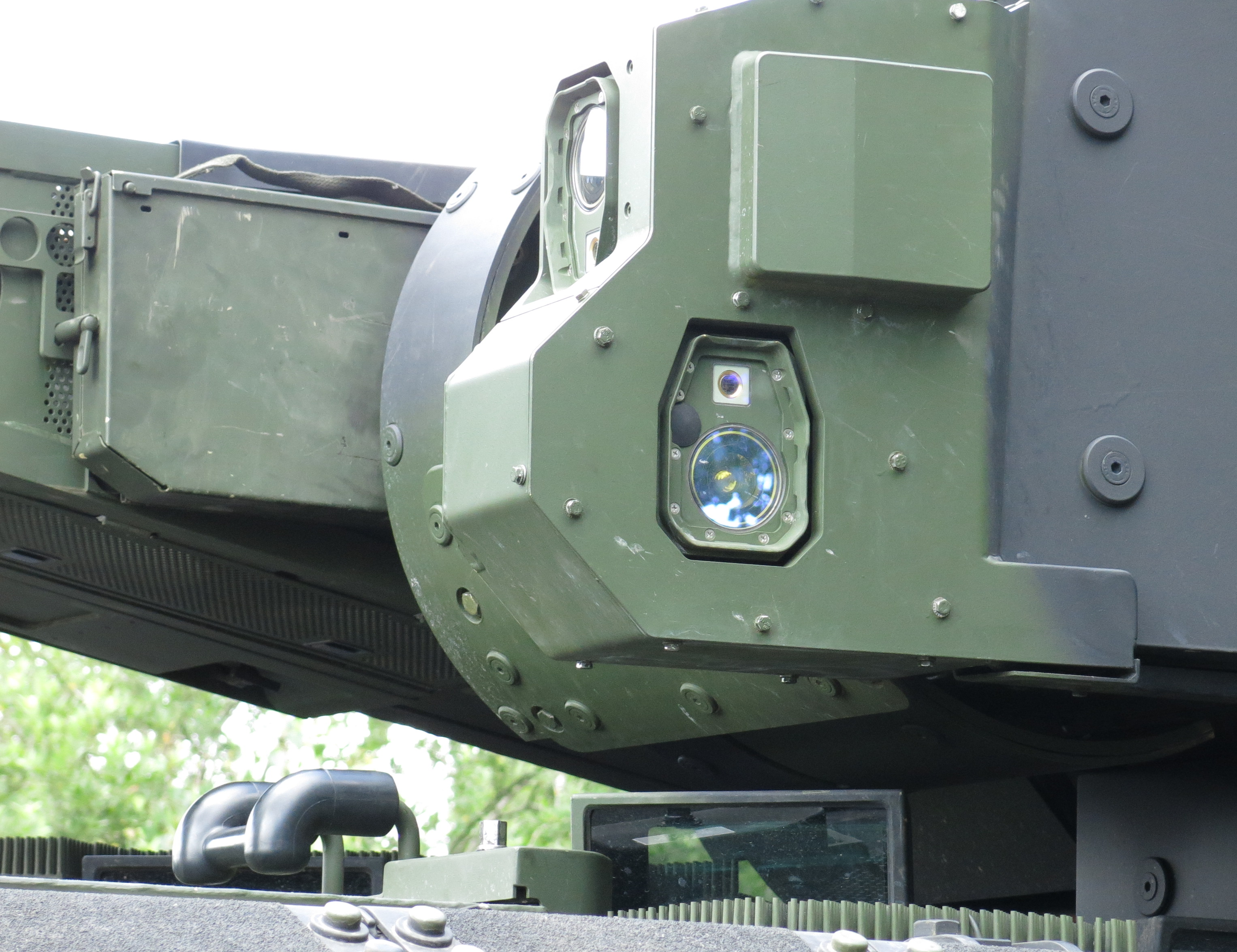
Датчики на башне БМП «Пума»

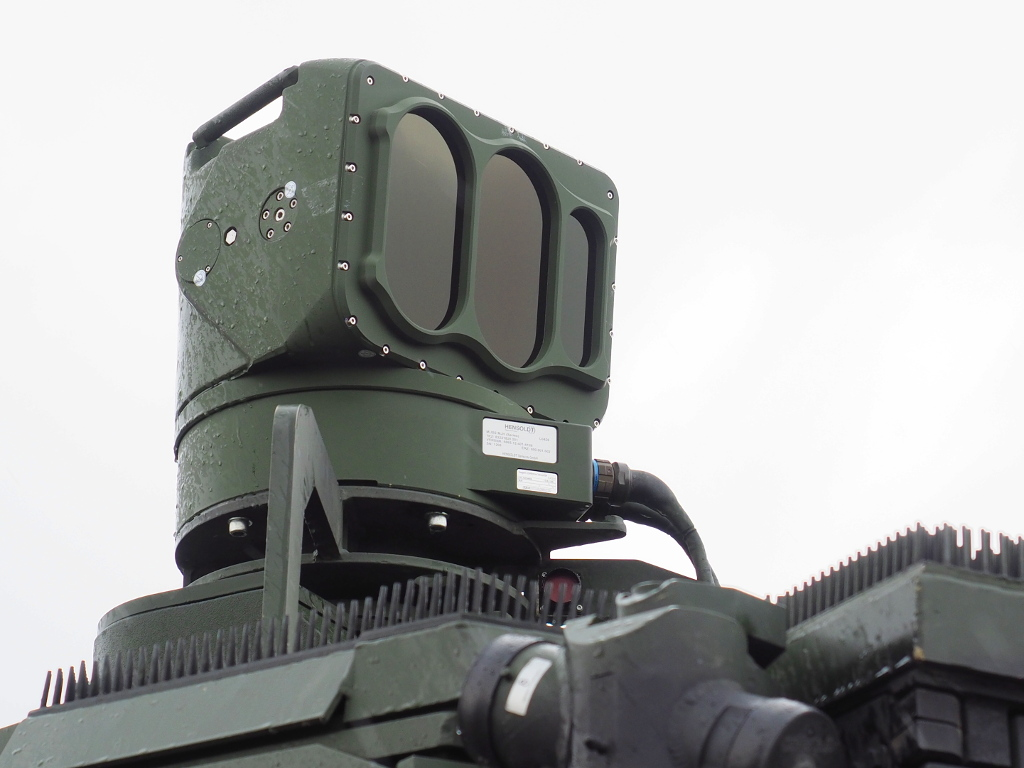
Инфракрасный прожектор системы MUSS на БМП «Пума».

(1) датчиков предупреждения, основанных на УФ датчиках предупреждения о ракетах MILDS производства EADS и лазерного детектора, которые обнаруживают подлетающие ракеты или лазерный луч, направленный на защищаемый объект и сообщает об этом в (2) центральный компьютер системы MUSS, который, в свою очередь активирует (3) электронные или пиротехнические средства противодействия, чтобы поразить или сбить с пути угрозу, что должно значительно снизить вероятность попадания.
Система MUSS была выбрана немецким министерством обороны для защиты новых  боевых машин пехоты Пума. В 2006 году был подписан контракт с EADS на установку систем на первые шесть опытных образцов.